# Швыдкой, Павел Васильевич
Павел Васильевич Швыдкой (17 ноября 1906 года, пос. Шевченковка, ныне Чутовский район, Полтавская область — 8 марта 1961 года, Москва) — советский военный деятель, генерал-лейтенант инженерных войск (1955), Герой Советского Союза.

## Ранняя биография
Павел Васильевич Швыдкой родился 4 (17) ноября 1906 года в посёлке Шевченковка ныне Чутовского района Полтавской области в семье рабочего.
Швыдкой закончил семь классов неполной средней школы.
Павел Швыдкой был призван в ряды РККА в 1927 году. В 1931 году закончил Московскую военную инженерную школу, а в 1940 году — Военно-инженерную академию.
В ВКП(б) вступил в 1940 году.

## Участие в Великой Отечественной войне
До начала войны служил в укреплённом районе на западной границе. Вместе со своей сапёрной бригадой Швыдкой строил запасные оборонительные рубежи.
Павел Швыдкой принимал участие в боях на фронтах Великой Отечественной войны с 1941 года. Воевал на Юго-Западном, Северо-Западном, Донском, Центральном, 1-м и 2-м Белорусских фронтах.
В первые месяцы войны Павел Швыдкой отступал до Новгорода, после чего был вызван в Москву, где учил гражданских инженеров сапёрному делу.
Возглавляя инженерные войска 65-й армии с ноября 1942 года, генерал-майор инженерных войск Швыдкой обеспечил частям и соединениям успешное форсирование многих водных преград, в частности Дона, Десны, Сожа, Днестра, Вислы, Одера и многих других рек.
Своё высокое инженерное мастерство, инициативу и изобретательность Швыдкой показал в Сталинградской и Курской битвах. Одним из любимых изречений было: «На сапёрный глаз сойдёт». Данное заключение принималось командирами всех рангов.
Во время Сталинградской битвы Швыдкой выступил с идеей оснащения пехоты отрядами сапёров: по его инициативе от каждого взвода выделялись по три-четыре человека для прохождения спецкурса инженерного дела. Эта инициатива в то время спасла многие жизни.
Когда весной 1943 года 65-я армия заняла оборону на северной части Курского выступа, под непосредственным руководством Павла Швыдкого было вырыто к маю 1943 года более тысячи километров траншей, были подготовлены многочисленные минные поля, а также сооружались и совершенствовались другие инженерные сооружения. В это время Военный Совет армии согласился с предложением Павла Швыдкого о создании в каждой дивизии подвижных отрядов минёров.
Во время форсирования Днепра под руководством Павла Швыдкого сапёры построили мост под груз до 60 тонн через Днепр длиной в 400 метров за одни сутки. Удостовериться в этом факте приезжал инженер из Москвы.
Во время наступления на Бобруйск Павел Швыдкой обеспечил успешное наступление 65-й армии: так как на левом фланге и в центре обороны гитлеровцев была слабая оборона из-за нахождения на тех участках болот, именно в этом направлении было решено нанести главный удар. Павел Швыдкой вместе со своими инженерами в болотистых местах тыла 65-й армии для испытаний построил гати для прохода танков. После удачного прохождения танков по гатям в тылу советских войск началось строительство на передней линии. Для этой цели были направлены все инженерные войска, а также некоторые войска из второго эшелона. Строительством гатей Павел Швыдкой руководил лично. Впоследствии Георгий Жуков назвал эту операцию инженерной.
При форсировании реки Одер южнее города Штеттин с 20 по 24 апреля 1945 года гитлеровская артиллерия восемь раз разбивала наведенные переправы. Но несмотря на беспрерывный огонь противника, командуемые генерал-майором Швыдким инженерные части в короткий срок отстраивали переправы. И в течение четырёх суток через Одер была полностью переправлена вся армия со средствами усиления и танковый корпус. Павел Швыдкой всё время был на переправе и лично руководил работами инженерно-понтонных частей.
Указом № 7429 Президиума Верховного Совета СССР от 31 мая 1945 года за образцовое командование инженерными войсками и проявленные при этом личное мужество и героизм генерал-майору Павлу Васильевичу Швыдкому присвоено звание Героя Советского Союза с вручением ордена Ленина и медали «Золотая Звезда».

## Послевоенная карьера

Могила Швыдкого на Новодевичьем кладбище Москвы.

После окончания Великой Отечественной войны генерал-лейтенант Павел Швыдкой был назначен начальником Ленинградского военно-инженерного училища, позднее — на пост начальника инженерных войск Московского военного округа, а с 1958 года — на пост начальником Военно-инженерной академии.
Павел Васильевич Швыдкой жил в Москве по адресу: Большой Песчаный переулок, дом 7 (ныне улица Сальвадора Альенде, дом 4к1). Умер 8 марта 1961 года. Похоронен в Москве на Новодевичьем кладбище. Памятник на могиле сооружён по проекту скульптора Е. Е. Шуваевой и архитектора В. А. Артамонова.

## Память
В честь Павла Васильевича Швыдкого названа Артемовская средняя школа Чутовского района, в которой он учился. В самой школе установлена мемориальная доска.

## Награды
- Медаль «Золотая Звезда»;
- три ордена Ленина;
- три ордена Красного Знамени;
- орден Суворова 2-й степени;
- два ордена Красной Звезды;
- медали;
- польский орден «Крест Грюнвальда» 3-й степени;
- другие иностранные награды.